# Participació (eleccions)
|  | Per a altres significats, vegeu «Participació (imprès)». |

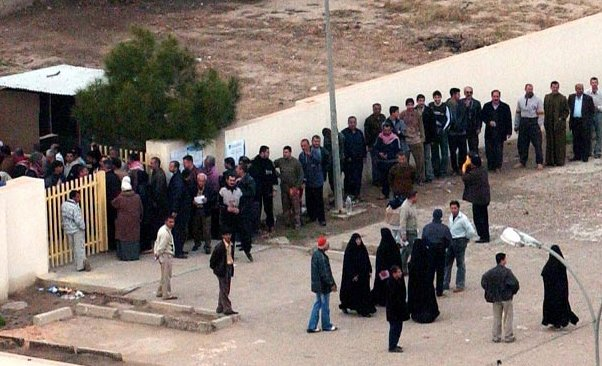
Cua de votants a l'exterior d'un col·legi electoral de Bagdad durant les eleccions parlamentàries iraquianes de gener de 2005. Es considera que la participació va ser elevada, tot i l'amenaça de violència.

La participació és el nombre d'electors que realment exerceixen el seu dret de vot en les eleccions. Es pot expressar en valors absoluts o en percentatges sobre el cens. La suma dels valors absoluts de l'abstenció i la participació sumen el cens electoral. La suma de tots dos percentatges és, òbviament, 100, ja que són conceptes complementaris. Segons l'àmbit, es pot parlar de participació en una mesa, en un municipi, en una circumscripció o en el total de l'àmbit electoral.